# Сенегамбія (Голландська Вест-Індська компанія)
Сенегамбія, також відома голландською як Bovenkust («Верхнє узбережжя»), була збірним поняттям щодо укріплень і торгових пунктів, які належали голландській Вест-Індській компанії (DWIC) у регіоні, зараз відомому як Сенегал. Основною метою торгових пунктів було отримання рабів та відправка їх до Америки. Територіальний уряд  базувався у місті Горе. У 1677 році голландці програли острів Франції. Наступного року французи завоювали вже всі торгові пункти DWIC на узбережжі Сенегалу, а також острів Аргін.
Втративши майже всі можливості для торгівлі гуміарабіком, безоаровим каменем, амброю та страусиним пір'ям, DWIC намагалася відновити свої позиції. Натомість, француз Жан дю Кассе, голова Compagnie de Sénégal, досяг згоди з місцевими лідерами, які вирішили повністю знищити голландські торгові пункти. Таким чином компанія DWIC втратила свої позиції назавжди.

## Володіння Нідерландської Вест-Індської Компанії у Сенегамбії
- Gorée : 1617-1663 і 1664-1677.
  - на Горе було два укріплення: форт Нассау (біля форту Сен-Франсуа) у північній частині острова та форт Оранж (біля форту Сен-Мішель) на південній частині острова.

Торгові пости:
- - Portudal[en]: з 1633 по 1678. Тут DWIC купувала рабів та слонову кістку
  - Rufisque[en]: з 1633 по 1678.
  - Жоаль-Фадіут: з 1633 по 1678.